# Abrantes
Abrantes este un oraș în Districtul Santarém, Portugalia. Are o suprafață totală de 714,7 km2 și 41.326 de locuitori (densitatea populației fiind de 58 loc./km2).
1. ↑  , Instituto Nacional de Estatística[*] https://www.ine.pt/xportal/xmain?xpid=INE&xpgid=ine_indicadores&indOcorrCod=0008350&selTab=tab0, accesat în 19 septembrie 2018 Lipsește sau este vid: |title= (ajutor)